# Prêmio Franz Kafka
O Prêmio Franz Kafka é uma organização internacional de prêmio literário apresentado em honra de Franz Kafka, escritor e romancista tcheco. O prêmio foi concedido pela primeira vez em 2001 e é co-patrocinado pela Sociedade de Franz Kafka e pela cidade de Praga, República Checa.
Em uma apresentação realizada anualmente na Cidade Velha, o destinatário recebe 10.000 dólares, um diploma e uma estatueta de bronze. Cada prêmio é muitas vezes chamado de "Kafka Prize" ou "Prêmio de Kafka".

## Critérios
Os critérios para ganhar o prêmio incluem:
- Caráter humanista e contribuição para a cultura
- Língua e nacionidade
- Tolerância religiosa
- Caráter existencial e atemporal
- Validade geral humana
- Capacidade de entregar um testemunho sobre os nossos tempos.

## Relação com o Prêmio Nobel de Literatura
O prêmio ganhou algum prestígio por antecipação ao Prêmio Nobel quando dois de seus vencedores passaram a ganhar o Prêmio Nobel de Literatura do mesmo ano, Elfriede Jelinek (2004) e Harold Pinter (2005).

## Vencedores
| Ano  | Vencedor         | Nationalidade    | Línguas          |
| ---- | ---------------- | ---------------- | ---------------- |
| 2020 | Milan Kundera    | Chéquia / França | Tcheca / Francês |
| 2019 | Pierre Michon    | França           | Francês          |
| 2018 | Ivan Wernisch    | Chéquia          | Tcheca           |
| 2017 | Margaret Atwood  | Canadá           | Inglês           |
| 2016 | Claudio Magris   | Itália           | Italiano         |
| 2015 | Eduardo Mendoza  | Espanha          | Castelhano       |
| 2014 | Yan Lianke       | China            | Chinês           |
| 2013 | Amos Oz          | Israel           | Hebreu           |
| 2012 | Daniela Hodrová  | Chéquia          | Tcheca           |
| 2011 | John Banville    | Irlanda          | Inglês           |
| 2010 | Václav Havel     | Chéquia          | Tcheca           |
| 2009 | Peter Handke     | Áustria          | Alemão           |
| 2008 | Arnošt Lustig    | Chéquia          | Tcheca           |
| 2007 | Yves Bonnefoy    | França           | Francês          |
| 2006 | Haruki Murakami  | Japão            | Japones          |
| 2005 | Harold Pinter    | Irlanda          | Inglês           |
| 2004 | Elfriede Jelinek | Áustria          | Alemão           |
| 2003 | Péter Nádas      | Hungria          | Húngaro          |
| 2002 | Ivan Klíma       | Chéquia          | Tcheca           |
| 2001 | Philip Roth      | Estados Unidos   | Inglês           |